# レッグプレス

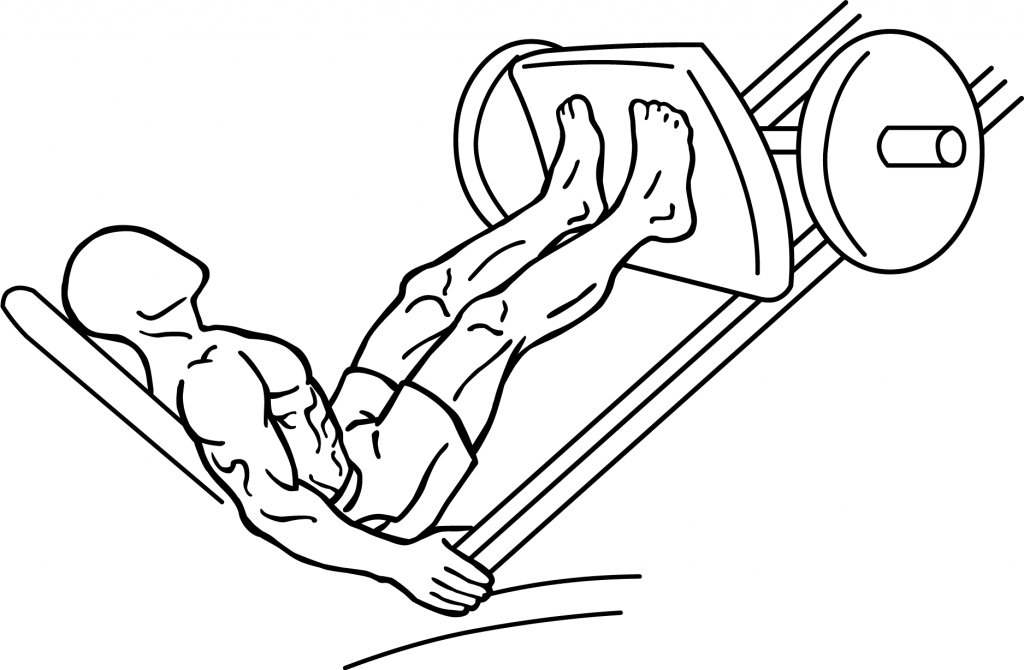
レッグプレス(スタート)

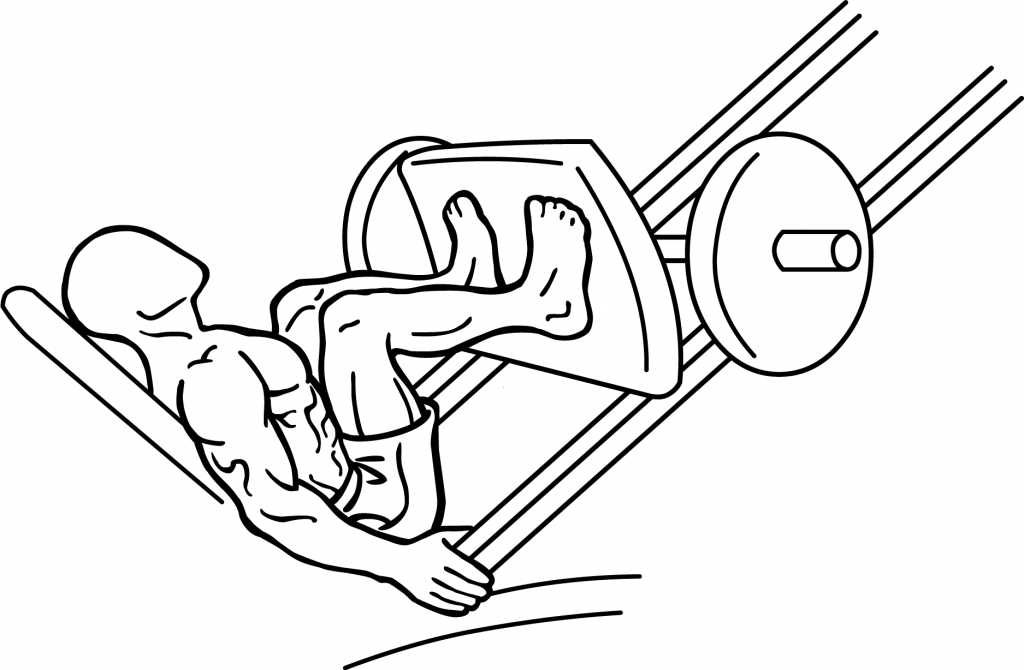
レッグプレス(フィニッシュ)

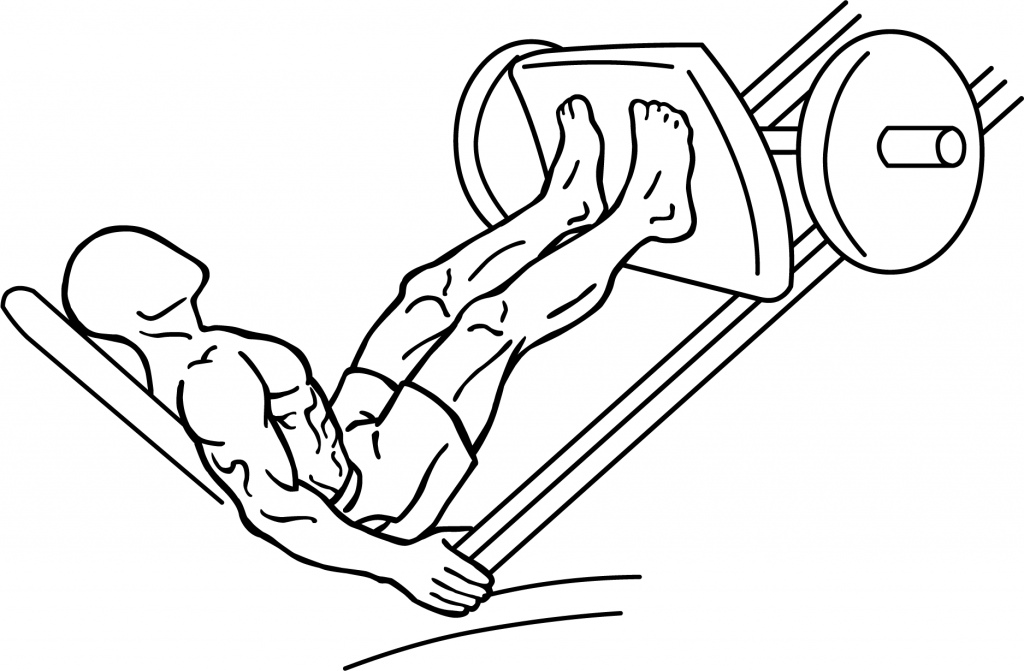
ナロースタンス・レッグプレス(スタート)

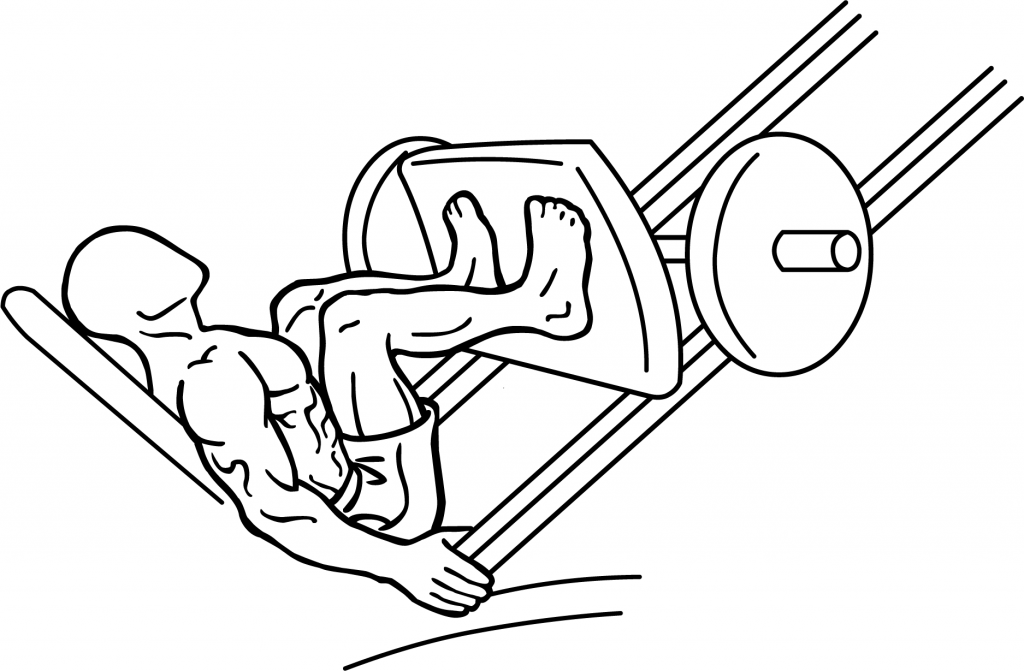
ナロースタンス・レッグプレス(フィニッシュ)

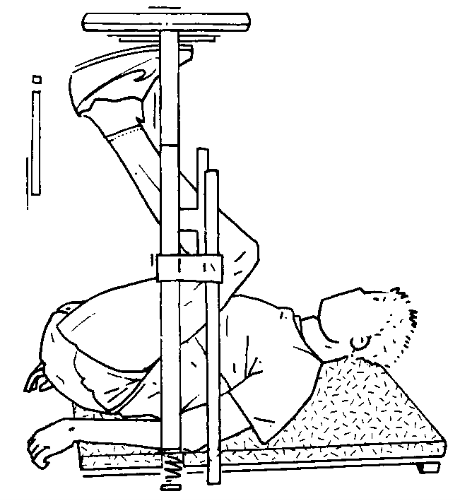
垂直に上げるレッグプレス(スタート)

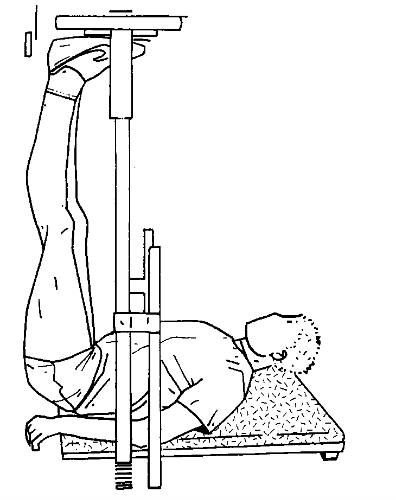
垂直に上げるレッグプレス(フィニッシュ)

レッグプレス（英語: leg press）は、ウエイトトレーニングの種目の一つ。下半身、特に大腿四頭筋・大臀筋・中臀筋を鍛えるものである。
スクワットと同等の効果があるが、スクワットが自重以下に負荷を下げることが難しいのに対して、レッグプレスはマシンの設定重量下限まで負荷を下げることが可能。このため事故の可能性が少なく、ウエイトトレーニング初心者に向いたエクササイズである。足をフットプレートの上の方に間隔を広くとって深く下ろすとハムストリングスと大臀筋に、下の方に間隔を狭くとって浅く下ろすと大腿四頭筋によく効く。大腿四頭筋の脚の付け根のほうを発達させたい場合は後者の方法をとる。斜めと真上に押す2種類は、頭が低い位置になるため血圧が上がりやすい。息を止めないように気を付けるべきである。

## 具体的動作

### レッグプレス
1. マシンに腰かけ、足をフットプレートに着ける。ロックを解除し、脚を伸ばす。肩幅と足幅の中間くらいのスタンスで、骨盤を立てて背筋を伸ばし、腰が浮かない位置に足を置くことが重要。
2. 息を吸いながらウエイトを下ろす。
3. 息を吐きながらウエイトを上げる。
4. 2 - 3を繰り返す。

#### ホリゾンタル・レッグプレス
1. 大腿直筋がターゲット。骨盤を立てて背中が丸まらないようにし、かかとでフットプレートを押す。
2. 息を吸いながらウエイトを下ろす。
3. 息を吐きながらウエイトを上げる。
4. 2 - 3を繰り返す。